# 北布托沃区
北布托沃区（俄語：район Северное Бутово）是莫斯科西南行政区的一区，面积9.27平方公里，人口97,516人。德米特里·顿斯科伊林荫路站和旧卡恰洛沃街站位于该区内。